# Aurelius Prudentius Clemens
Aurelius Prudentius Clemens – rzymski poeta chrześcijański, urodzony w prowincji Tarraconensis (obecnie północna Hiszpania) w 348 r. n.e. Zmarł prawdopodobnie w Hiszpanii, krótko po 405 r. n.e., być może około 413 r. n.e.

Prawdopodobnie urodził się jako chrześcijanin, ponieważ nigdzie w swoich pracach nie wspomina o nawróceniu z pogaństwa. W młodości studiował prawo, następnie udzielał się w polityce.
Około 392 r. wycofał się z życia publicznego i został ascetą, wtedy też rozpoczął pracę literacką.
Był nazywany „Horacym i Wergiliuszem chrześcijan”.

## Dzieła
- Liber Cathemerinon
- Liber Peristephanon
- Apotheosis
- Hamartigenia
- Psychomachia
- Libri contra Symmachum
- Dittochæon